# RbAM Tritão (R-21) 1947
RbAM Tritão (R-21) 1947 foi um rebocador de alto-mar da Marinha do Brasil pertencente a Classe Tritão (USS Sotoyomo class).
O navio foi incorporado na Marinha dos Estados Unidos em 11 de dezembro de 1945, e na Marinha do Brasil em 16 de setembro de 1947, a sua baixa aconteceu em 18 de novembro de 1986.